# Relais 4 × 100 mètres masculin aux Jeux olympiques d'été de 1968 (athlétisme)
Navigation
Tokyo 1964 Munich 1972
L'épreuve du relais 4 × 100 mètres masculin aux Jeux olympiques de 1968 s'est déroulée les 19 et 20 octobre 1968 au Stade olympique universitaire de Mexico, au Mexique.  Elle est remportée par l'équipe des États-Unis qui établit un nouveau record du monde en 38 s 2.

## Résultats

### Finale
| Rang               | Athlète                                                           | Pays                 | Temps  | Notes |
| ------------------ | ----------------------------------------------------------------- | -------------------- | ------ | ----- |
| Médaille d'or      | Charles Greene Melvin Pender Ronnie Ray Smith Jim Hines           | États-Unis           | 38 s 2 | WR    |
| Médaille d'argent  | Hermes Ramírez Juan Morales Pablo Montes Enrique Figuerola        | Cuba                 | 38 s 3 |       |
| Médaille de bronze | Gérard Fenouil Jocelyn Delecour Claude Piquemal Roger Bambuck     | France               | 38 s 4 |       |
| 4                  | Errol Stewart Michael Fray Clifton Forbes Lennox Miller           | Jamaïque             | 38 s 4 |       |
| 5                  | Heinz Erbstösser Hartmut Schelter Peter Haase Harald Eggers       | Allemagne de l'Est   | 38 s 6 |       |
| 6                  | Karl-Peter Schmidtke Gert Metz Gerhard Wucherer Joachim Eigenherr | Allemagne de l'Ouest | 38 s 7 |       |
| 7                  | Sergio Ottolina Ennio Preatoni Angelo Sguazzero Livio Berruti     | Italie               | 39 s 2 |       |
| 8                  | Wieslaw Maniak Edward Romanowski Zenon Nowosz Marian Dudziak      | Pologne              | 39 s 2 |       |

## Légende
Records et Performances
- AR : Record continental (area record)
- CR : Record des championnats (championship record)
- MR : Record du meeting (meet record)
- NR : Record national (national record)
- OR : Record olympique (olympic record)
- PR : Record paralympique (paralympic record)
- PB : Record personnel (personal best)
- SB : Meilleure performance personnelle de la saison (season's best)
- WL : Meilleure performance mondiale de l'année (world leader)
- WJR : Record du monde junior (world junior record)
- WR : Record du monde (world record)

Circonstances et Conditions
- DNF : N'a pas terminé (did not finish)
- DNS : N'a pas pris le départ (did not start)
- DQ : Disqualification (disqualification)
- NM : Aucun essai valable enregistré (No Mark)
- Q : Qualifié « directement » au prochain tour (ou à la prochaine compétition), lors d'une compétition majeure, grâce au classement ou à la réalisation des minima (automatic qualifier)
- q : Qualifié au prochain tour (ou à la prochaine compétition), lors d'une compétition majeure, grâce au repêchage ou à la réalisation de l'une des meilleures performances parmi celles des « non qualifiés directement » (grâce au meilleur temps ou à la meilleure distance par exemple) (secondary qualifier)